# Witwenschütteln
Witwenschütteln bezeichnet im Jargon des Journalismus die Tätigkeit, rücksichtslos Interviews, Fotos oder Informationen bei den Hinterbliebenen von Unglücksopfern oder allgemein Menschen, denen gerade Leid widerfuhr, einzufordern. Verbreitet ist das „Witwenschütteln“ vor allem im Boulevardjournalismus, in dem es besonders darauf ankommt, schnell emotionale Schlagzeilen und Bilder zu veröffentlichen. Der Begriff kann bereits 1985 belegt werden.
Besonders nach dem 11. September 2001 geriet das „Witwenschütteln“ zunehmend in die Kritik. Das Adolf-Grimme-Institut schrieb dazu:

„Selbst in den Redaktionen von Nachrichtensendungen und seriösen Politik-Magazinen wird für bestimmte Beiträge immer häufiger auf mildernde Umstände plädiert: Der Zweck bestehe in diesem Falle ja darin, die ‚Emo-Schiene‘ zu bedienen. Früher nannte man das: ‚Auf die Tränendrüsen drücken‘. Gerade das Leiden sucht im Fernsehen einen optischen Ausdruck. Oft steht es in den Gesichtern geschrieben. Der Respekt aber vor den Leidenden geht immer stärker verloren. Hemmungslos wird bei Trauernden ‚draufgehalten‘. Hier hat sich eine Veränderung vollzogen, die vielen Journalisten gar nicht mehr bewusst ist. Distanzlosigkeit gilt als Mitleid; das sogenannte ‚Witwenschütteln‘ längst als lässliche Sünde.“